# Achim Winter

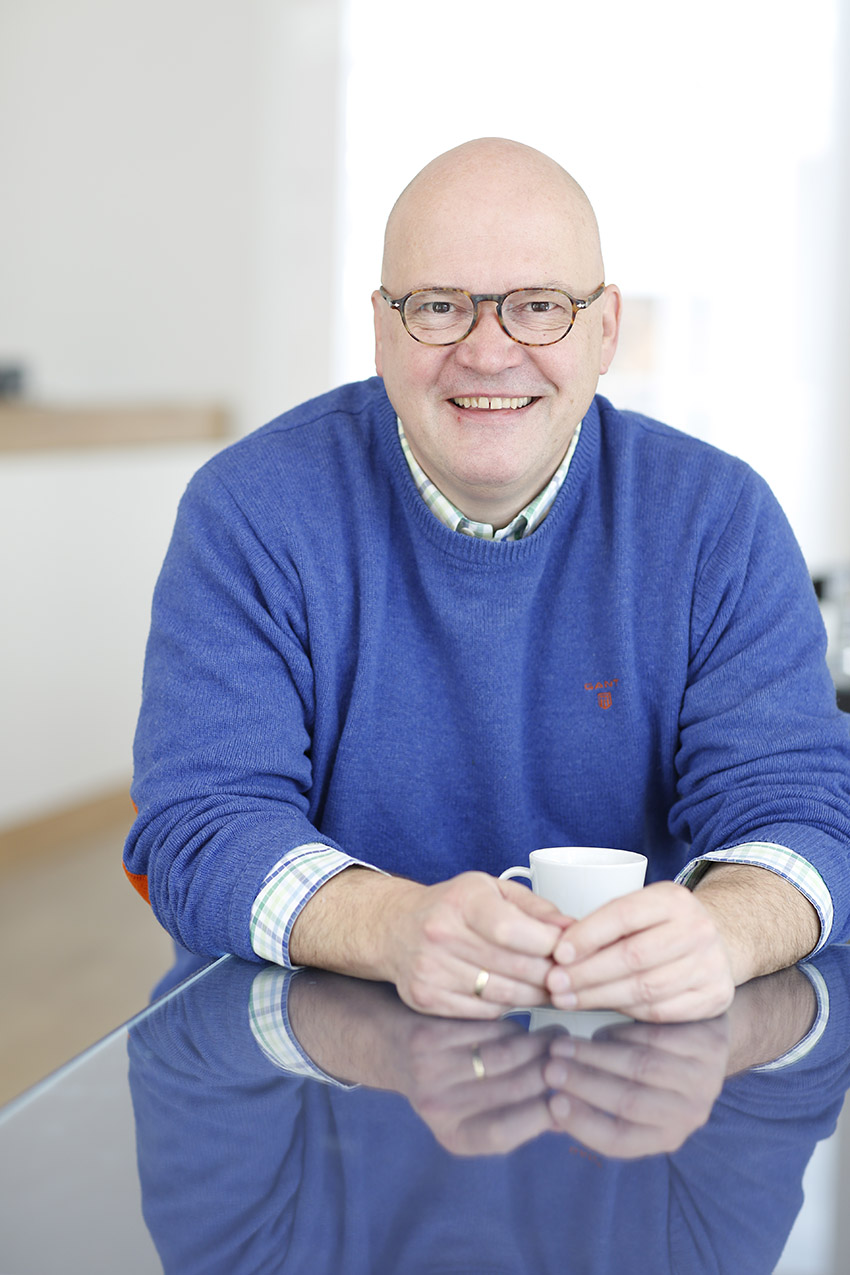
Achim Winter (2015)

Achim Winter (* 1. April 1961 in Offenbach am Main als Joachim Winter) ist ein deutscher Moderator und Satiriker.

## Leben
Winter studierte Anglistik, Geschichte und Publizistik. Danach volontierte er beim ZDF – zunächst in der Show-Redaktion. Als Reporter produzierte er Reportagen aus England und Irland. Von 1997 bis 2006 war er Moderator beim ZDF-Boulevardmagazin Leute heute. Ebenfalls ab 1997 war er Außenreporter bei hallo deutschland im ZDF. Mit seinem kabarettistischen Wochenrückblick Winters Woche war Achim Winter dort jeden Freitag im Vorabendprogramm zu sehen. Seit 2024 wird das Format Winters Woche für den Kontrafunk auf YouTube wieder produziert.
Im ZDF-Mittagsmagazin präsentierte er die Kolumne AHA. Daneben war er häufiger Teilnehmer der Ratesendung Dings vom Dach, die von 2005 bis 2019 vom Hessischen Rundfunk produziert und sonntagabends im hr-fernsehen ausgestrahlt wurde.
Von März bis Mai 2006 moderierte Winter zusammen mit Bettina Böttinger die WDR-Fernsehsendung Kölner Treff. 2007 nahm er als Gast am perfekten Promi-Dinner teil. Darüber hinaus hatte er verschiedene Gastauftritte, unter anderem in der ARD-Sendung Verstehen Sie Spaß? und in der WDR-Fernsehsendung Das NRW-Duell.
Winter war kurzzeitig Mitglied der Rotarier. Aufgrund der Erfahrungen im Zuge der Frühgeburt seines Sohnes engagiert er sich als Moderator und Fürsprecher für die „European Foundation for the Care of Newborn Infants“ (kurz: EFCNI) mit Sitz in München.
Seit 2015 erscheint Winters regelmäßige Video-Kolumne „Das Morgengrauen“ in der Online-Zeitung Tichys Einblick. Zusammen mit Roland Tichy kommentiert er darin die aktuellen politischen und wirtschaftlichen Geschehnisse. Darüber hinaus ist er Produzent und Moderator des Internet-Talkformats „Unterhaltung Ungeschminkt“, das er zusammen mit Stephan Schreyer produziert. Darin spricht Winter mit Politikern, Unternehmern und Prominenten über deren Leben und das aktuelle Zeitgeschehen.

## Schriftstellerisches Wirken
2010 veröffentlichte Winter das Buch Wir sind nicht Papst!, in dem er unter dem Begriff „Notorismus“ eine Entwicklung in den Massenmedien zusammenfasst, die eine Bekanntheit um der Bekanntheit willen ermögliche, völlig losgelöst von Talent, Niveau und ethischen Maßstäben. 2012 erschien sein zweites Buch. Zusammen mit der TV-Moderatorin Bärbel Schäfer veröffentlichte er im Weissbooks Verlag den Unterhaltungsroman Zen im Gurkenbeet, in dem er, zum Teil mit autobiografischer Färbung, seine Erfahrungen mit Familienleben und Medienwelt humorvoll verarbeitete.

## Kontroversen
Im Sommer 2016 beschäftigte sich Winter in seinem dreiminütigen satirisch angelegten Wochenrückblick für die ZDF-Sendung „hallo deutschland“ mit einer vom Bundesinnenministerium empfohlenen Broschüre der Amadeu Antonio Stiftung zum Umgang mit Hate speech. Die Meldung von Hassbeiträgen in sozialen Medien bezeichnete er als „Bespitzelung“. Die Stiftung reagierte mit einer Beschwerde beim ZDF-Fernsehrat und verlangte die Löschung des Beitrags. Das ZDF entsprach dieser Forderung nicht, distanzierte sich jedoch inhaltlich von Winters Aussagen: „Winter arbeite als Satiriker mit provokant-überspitzten Thesen und treffe seine pointierten Aussagen erkennbar in dieser Rolle“, erläuterte ein Sprecher gegenüber Zeit Online. Der Journalist Stefan Winterbauer warf Winter auf Meedia in diesem Zusammenhang vor, „populistische Hetze mit viel Grimassieren in Pseudo-Ironie zu verpacken“. So könne „er am Ende immer behaupten: War ja bloß Spaß, war ja bloß Satire!“.

## Veröffentlichungen
- Achim Winter: Wir sind nicht Papst! Eine Predigt. weissbooks.w, Frankfurt am Main 2010, ISBN 978-3-940888-64-8.
- mit Bärbel Schäfer: Zen im Gurkenbeet. weissbooks.w, Frankfurt am Main 2012, ISBN 978-3-940888-12-9.

## Belege
1. ↑  Achim Winter. Vita (Memento vom 22. August 2016 im Internet Archive)
2. ↑  Winters Woche auf YouTube
3. ↑  Thomas Lückerath: WDR-Talk "Kölner Treff" bekommt neues Konzept. In: DWDL.de. 10. August 2006, abgerufen am 13. Februar 2023.
4. ↑  Achim Winter. (Memento vom 21. Juli 2016 im Internet Archive). Im Original publiziert auf fruehgeborene.de.
5. ↑  Henryk M. Broder: Broders Bücher: Amoklauf durch die Arena der Eitelkeiten. In: Spiegel Online. 19. November 2010, abgerufen am 10. Juni 2016.
6. ↑  Tilman Steffen: Rechtsextremismus: ZDF macht Kampf gegen Hasskommentare lächerlich. In: zeit.de. 13. Juli 2016, abgerufen am 6. August 2016.
7. ↑  Amna Franzke: Kontroverse um ZDF-Satirebeitrag: Mit besten Grüßen. In: taz.de. 15. Juli 2016, abgerufen am 6. August 2016.
8. ↑  Hass, wohin man schaut: Wie eine Anti-Hatespeech-Broschüre der Amadeu Antonio Stiftung Hass-Wellen im Social Web auslöste › Meedia. In: meedia.de. Archiviert vom Original am 10. August 2016; abgerufen am 10. August 2016.

| Personendaten    | Personendaten                                          |
| ---------------- | ------------------------------------------------------ |
| NAME             | Winter, Achim                                          |
| ALTERNATIVNAMEN  | Winter, Joachim (wirklicher Name)                      |
| KURZBESCHREIBUNG | deutscher Moderator, Reporter, Redakteur und Regisseur |
| GEBURTSDATUM     | 1. April 1961                                          |
| GEBURTSORT       | Offenbach am Main                                      |